# Formule di prostaferesi
In trigonometria, le formule di prostaferesi permettono di trasformare somme e differenze di funzioni trigonometriche di due angoli in un prodotto di funzioni trigonometriche.
La parola prostaferesi deriva dalla giustapposizione di due parole greche, prosthesis (πρόσθεσις) e aphairesis (ἀφαίρεσις), che significano rispettivamente "somma" e "sottrazione".
Le formule di prostaferesi furono definite, nella forma attualmente nota, da Johann Werner agli inizi del XVI secolo, tuttavia è probabile che, almeno in parte, fossero già note in precedenza.
Questa categoria di formule trigonometriche viene utilizzata poiché, in genere, conduce a una semplificazione dell'espressione trigonometrica studiata. Sono in particolare utili nella descrizione dei battimenti.
Le formule inverse delle formule di prostaferesi si chiamano formule di Werner, su cui si basa l'algoritmo di prostaferesi.

## Prima formula di prostaferesi
{\displaystyle \sin \alpha +\sin \beta =2\,\sin {\frac {\alpha +\beta }{2}}\cos {\frac {\alpha -\beta }{2}}}
La formula di partenza può essere riscritta come:
{\displaystyle \sin \left({\frac {\alpha +\beta }{2}}+{\frac {\alpha -\beta }{2}}\right)+\sin \left({\frac {\beta +\alpha }{2}}+{\frac {\beta -\alpha }{2}}\right)}
Da cui, utilizzando la formula di addizione per il seno, si ottiene:
{\displaystyle \sin {\frac {\alpha +\beta }{2}}\cos {\frac {\alpha -\beta }{2}}+\cos {\frac {\alpha +\beta }{2}}\sin {\frac {\alpha -\beta }{2}}+\sin {\frac {\beta +\alpha }{2}}\cos {\frac {\beta -\alpha }{2}}+\cos {\frac {\beta +\alpha }{2}}\sin {\frac {\beta -\alpha }{2}}}
Da cui, utilizzando le relazioni che legano le funzioni trigonometriche di angoli opposti, si ottiene:
{\displaystyle \sin {\frac {\alpha +\beta }{2}}\cos {\frac {\alpha -\beta }{2}}+\cos {\frac {\alpha +\beta }{2}}\sin {\frac {\alpha -\beta }{2}}+\sin {\frac {\beta +\alpha }{2}}\cos {\frac {\alpha -\beta }{2}}-\cos {\frac {\beta +\alpha }{2}}\sin {\frac {\alpha -\beta }{2}}}
Da cui, semplificando e raccogliendo, si ottiene:
{\displaystyle 2\sin {\frac {\alpha +\beta }{2}}\cos {\frac {\alpha -\beta }{2}}}

## Seconda formula di prostaferesi
{\displaystyle \sin \alpha -\sin \beta =2\cos {\frac {\alpha +\beta }{2}}\sin {\frac {\alpha -\beta }{2}}}
Si tratta in effetti della Prima formula calcolata cambiando il segno del secondo angolo. La formula di partenza può essere riscritta come:
{\displaystyle \sin \left({\frac {\alpha +\beta }{2}}+{\frac {\alpha -\beta }{2}}\right)-\sin \left({\frac {\beta +\alpha }{2}}+{\frac {\beta -\alpha }{2}}\right)}
Da cui, utilizzando la formula di addizione per il seno, si ottiene:
{\displaystyle \sin {\frac {\alpha +\beta }{2}}\cos {\frac {\alpha -\beta }{2}}+\cos {\frac {\alpha +\beta }{2}}\sin {\frac {\alpha -\beta }{2}}-\sin {\frac {\beta +\alpha }{2}}\cos {\frac {\beta -\alpha }{2}}-\cos {\frac {\beta +\alpha }{2}}\sin {\frac {\beta -\alpha }{2}}}
Da cui, utilizzando le relazioni che legano le funzioni trigonometriche di angoli opposti, si ottiene:
{\displaystyle \sin {\frac {\alpha +\beta }{2}}\cos {\frac {\alpha -\beta }{2}}+\cos {\frac {\alpha +\beta }{2}}\sin {\frac {\alpha -\beta }{2}}-\sin {\frac {\beta +\alpha }{2}}\cos {\frac {\alpha -\beta }{2}}+\cos {\frac {\beta +\alpha }{2}}\sin {\frac {\alpha -\beta }{2}}}
Da cui, semplificando e raccogliendo, si ottiene:
{\displaystyle 2\sin {\frac {\alpha -\beta }{2}}\cos {\frac {\alpha +\beta }{2}}}

## Terza formula di prostaferesi
{\displaystyle \cos \alpha +\cos \beta =2\cos {\frac {\alpha +\beta }{2}}\cos {\frac {\alpha -\beta }{2}}}
La formula di partenza può essere riscritta come:
{\displaystyle \cos \left({\frac {\alpha +\beta }{2}}+{\frac {\alpha -\beta }{2}}\right)+\cos \left({\frac {\beta +\alpha }{2}}+{\frac {\beta -\alpha }{2}}\right)}
Da cui, utilizzando la formula di addizione per il coseno, si ottiene:
{\displaystyle \cos {\frac {\alpha +\beta }{2}}\cos {\frac {\alpha -\beta }{2}}-\sin {\frac {\alpha +\beta }{2}}\sin {\frac {\alpha -\beta }{2}}+\cos {\frac {\beta +\alpha }{2}}\cos {\frac {\beta -\alpha }{2}}-\sin {\frac {\beta +\alpha }{2}}\sin {\frac {\beta -\alpha }{2}}}
Da cui, utilizzando le relazioni che legano le funzioni trigonometriche di angoli opposti, si ottiene:
{\displaystyle \cos {\frac {\alpha +\beta }{2}}\cos {\frac {\alpha -\beta }{2}}-\sin {\frac {\alpha +\beta }{2}}\sin {\frac {\alpha -\beta }{2}}+\cos {\frac {\beta +\alpha }{2}}\cos {\frac {\alpha -\beta }{2}}+\sin {\frac {\beta +\alpha }{2}}\sin {\frac {\alpha -\beta }{2}}}
Da cui, semplificando e raccogliendo, si ottiene:
{\displaystyle 2\cos {\frac {\alpha +\beta }{2}}\cos {\frac {\alpha -\beta }{2}}}

## Quarta formula di prostaferesi
{\displaystyle \cos \alpha -\cos \beta =-2\,\sin {\frac {\alpha +\beta }{2}}\,\sin {\frac {\alpha -\beta }{2}}}
La formula di partenza può essere riscritta come:
{\displaystyle \cos \left({\frac {\alpha +\beta }{2}}+{\frac {\alpha -\beta }{2}}\right)-\cos \left({\frac {\beta +\alpha }{2}}+{\frac {\beta -\alpha }{2}}\right)}
Da cui, utilizzando la formula di addizione per il coseno, si ottiene:
{\displaystyle \cos {\frac {\alpha +\beta }{2}}\cos {\frac {\alpha -\beta }{2}}-\,\sin {\frac {\alpha +\beta }{2}}\sin {\frac {\alpha -\beta }{2}}-\cos {\frac {\beta +\alpha }{2}}\cos {\frac {\beta -\alpha }{2}}+\sin {\frac {\beta +\alpha }{2}}\sin {\frac {\beta -\alpha }{2}}}
Da cui, utilizzando le relazioni che legano le funzioni trigonometriche di angoli opposti, si ottiene:
{\displaystyle \cos {\frac {\alpha +\beta }{2}}\cos {\frac {\alpha -\beta }{2}}-\sin {\frac {\alpha +\beta }{2}}\sin {\frac {\alpha -\beta }{2}}-\cos {\frac {\beta +\alpha }{2}}\cos {\frac {\alpha -\beta }{2}}-\sin {\frac {\beta +\alpha }{2}}\sin {\frac {\alpha -\beta }{2}}}
Da cui, semplificando e raccogliendo, si ottiene:
{\displaystyle -2\sin {\frac {\alpha +\beta }{2}}\sin {\frac {\alpha -\beta }{2}}}

## Formule di prostaferesi per la tangente
{\displaystyle \tan \alpha \pm \tan \beta ={\frac {\sin(\alpha \pm \beta )}{\cos \alpha \cos \beta }}\qquad \mathrm {con} \ \alpha ,\beta \neq (2k+1){\frac {\pi }{2}};k\in \mathbb {Z} }
La formula di partenza può essere riscritta, in virtù della definizione di tangente, come:
{\displaystyle {\frac {\sin \alpha }{\cos \alpha }}\pm {\frac {\sin \beta }{\cos \beta }}}
Da cui, giacché la condizione sugli angoli garantisce che i coseni non siano nulli:
{\displaystyle {\frac {\sin \alpha \cos \beta }{\cos \alpha \cos \beta }}\pm {\frac {\sin \beta \cos \alpha }{\cos \beta \cos \alpha }}}
Da cui, raccogliendo il denominatore:
{\displaystyle {\frac {\sin \alpha \cos \beta \pm \sin \beta \cos \alpha }{\cos \alpha \cos \beta }}}
Da cui, giacché il numeratore è il risultato delle formule di addizione e sottrazione per il seno, si ottiene per sostituzione:
{\displaystyle {\frac {\sin(\alpha \pm \beta )}{\cos \alpha \cos \beta }}}

## Formule di prostaferesi per la cotangente
{\displaystyle \cot \alpha \pm \cot \beta ={\frac {\sin(\beta \pm \alpha )}{\sin \alpha \,\sin \beta }}\qquad \mathrm {con} \ \alpha ,\beta \neq k\pi ;k\in \mathbb {Z} }
La formula di partenza può essere riscritta, in virtù della definizione di cotangente, come:
{\displaystyle {\frac {\cos \alpha }{\sin \alpha }}\pm {\frac {\cos \beta }{\sin \beta }}}
Da cui, giacché la condizione sugli angoli garantisce che i seni non siano nulli:
{\displaystyle {\frac {\cos \alpha \,\sin \beta }{\sin \alpha \,\sin \beta }}\pm {\frac {\cos \beta \,\sin \alpha }{\sin \beta \,\sin \alpha }}}
Da cui, raccogliendo il denominatore:
{\displaystyle {\frac {\cos \alpha \,\sin \beta \pm \cos \beta \,\sin \alpha }{\sin \alpha \,\sin \beta }}}
Da cui, giacché il numeratore è il risultato delle formule di addizione e sottrazione per il seno, si ottiene per sostituzione:
{\displaystyle {\frac {\sin \left(\beta \pm \alpha \right)}{\sin \alpha \,\sin \beta }}}

## Formule di prostaferesi con l'esponenziale complesso
Tutte le formule di prostaferesi possono essere derivate algebricamente ricordando che per l'esponenziale complesso è valida la formula di Eulero. Se {\displaystyle {\mathcal {P}}} è, indifferentemente, la funzione parte reale o immaginaria di un numero complesso, le formule di prostaferesi possono essere espresse come
{\displaystyle {\mathcal {P}}(e^{ia}\pm e^{ib})={\mathcal {P}}(e^{i{\frac {a}{2}}}e^{i{\frac {b}{2}}}(e^{i{\frac {a-b}{2}}}\pm e^{-i{\frac {a-b}{2}}}))}
{\displaystyle ={\mathcal {P}}(e^{i{\frac {a+b}{2}}}(e^{i{\frac {a-b}{2}}}\pm e^{-i{\frac {a-b}{2}}}))}
In altre parole, data la somma di due numeri complessi di modulo unitario (in forma polare), raccogliamo il numero complesso di argomento pari a metà angolo del primo e quello di argomento pari a metà angolo del secondo. Esprimiamo così la somma dei due numeri complessi come un (opportuno) prodotto di un numero complesso per un numero ({\displaystyle e^{i{\frac {a-b}{2}}}\pm e^{-i{\frac {a-b}{2}}}}) puramente reale o puramente immaginario (a seconda del segno), come vedremo.
Ricordiamo che {\displaystyle \Re (e^{i\alpha })={\frac {e^{i\alpha }+e^{-i\alpha }}{2}}=\cos(\alpha )} e {\displaystyle \Im (e^{i\alpha })={\frac {e^{i\alpha }-e^{-i\alpha }}{2i}}=\sin(\alpha )}, e sono operatori lineari. Dunque abbiamo due casi:
{\displaystyle {\mathcal {P}}(e^{ia}+e^{ib})=2\cos \left({\frac {a-b}{2}}\right){\mathcal {P}}\left(e^{i{\frac {a+b}{2}}}\right)}
per linearità, e equivalentemente
{\displaystyle {\mathcal {P}}(e^{ia}-e^{ib})=2\sin \left({\frac {a-b}{2}}\right){\mathcal {P}}\left(i\,e^{i{\frac {a+b}{2}}}\right)}